# Новый Свет (Макеевский городской совет)
Новый Свет (укр. Новий Світ) — посёлок, входит в Макеевский городской совет Донецкой области Украины. 
С 2014 года находится под контролем самопровозглашённой Донецкой Народной Республики.

## География
В Донецкой области имеется одноимённый населённый пункт — посёлок Новый Свет на Старобешевском водохранилище, в Старобешевском районе.

#### Соседние населённые пункты по странам света
СВ: Монахово, Новосёловка, Верхняя Крынка (Макеевский горсовет), Верхняя Крынка (Енакиевский горсовет)
С: Шевченко
СЗ: Петровское
З: Путепровод
ЮЗ: Криничная, Ханженково-Северный, город Макеевка
Ю: Орехово
ЮВ: Красная Заря, Нижняя Крынка
В: Алмазное, Новомарьевка

## Население
Население по переписи 2001 года составляло 187 человек.

## Местный совет
86190, Макеевский городской совет, с. Верхняя Крынка, ул. Советская, 5. Телефонный код — 6232.